# Wyeomyia arborea
Wyeomyia arborea är en tvåvingeart som beskrevs av Galindo och Carpenter 1951. Wyeomyia arborea ingår i släktet Wyeomyia och familjen stickmyggor. Inga underarter finns listade i Catalogue of Life.